# Eberardo Villalobos
Eberardo Villalobos Schad (ur. 1 kwietnia 1908 r., zm. 26 czerwca 1964 r.) – chilijski piłkarz grający na pozycji napastnika.
Podczas kariery zawodniczej reprezentował barwy CSD Rangers. Był w składzie reprezentacji Chile na mistrzostwa świata 1930.